# Penipe
Penipe ist eine Ortschaft und die einzige Parroquia urbana („städtisches Kirchspiel“) im Kanton Penipe der ecuadorianischen Provinz Chimborazo. Die Parroquia besitzt eine Fläche von 30,61 km². Die Einwohnerzahl der Parroquia lag im Jahr 2010 bei 2089. Davon wohnten 1064 Einwohner in der Ortschaft Penipe.

## Lage
Die Parroquia Penipe liegt im Anden-Hochtal von Zentral-Ecuador. Der Río Chambo fließt entlang der westlichen Verwaltungsgrenze nach Norden. Im Südwesten wird das Verwaltungsgebiet vom Unterlauf des Río Blanco begrenzt. Ein schmaler Korridor reicht im Osten bis zum Nordwestkamm des Vulkans El Altar und erreicht dort eine Höhe von 4000 m. Die 2470 m hoch gelegene Ort Penipe befindet sich 17 km nordöstlich der Provinzhauptstadt Riobamba. Die Fernstraße E490 (Riobamba–Pelileo/Baños) führt an Penipe vorbei.
Die Parroquia Penipe grenzt im Osten an die Parroquias El Altar, San Antonio de Bayushig und Matus, im Süden an die Parroquias La Candelaria und Químiag (Kanton Riobamba) sowie im Westen an die Parroquias La Providencia und Guanando (beide im Kanton Guano).

## Geschichte
Am 4. Oktober 1563 wurde der Ort unter dem Namen „San Francisco del Monte de Cedral de Penipe“ von Don Lorenzo de Cepeda gegründet. Ab 1583 gehörte Penipe als kirchliche und zivilrechtliche Pfarrei zum Kanton Guano. Damals gehörten die Caseríos Bayushig, Matus, El Altar, Calshi, Nabuso, La Candelaria und Shamanga zur Parroquia Penipe. Am 9. Februar 1984 wurde der Kanton Penipe eingerichtet und Penipe als Parroquia urbana Sitz dessen Kantonsverwaltung.